# Tampa Bay Rowdies (1975)

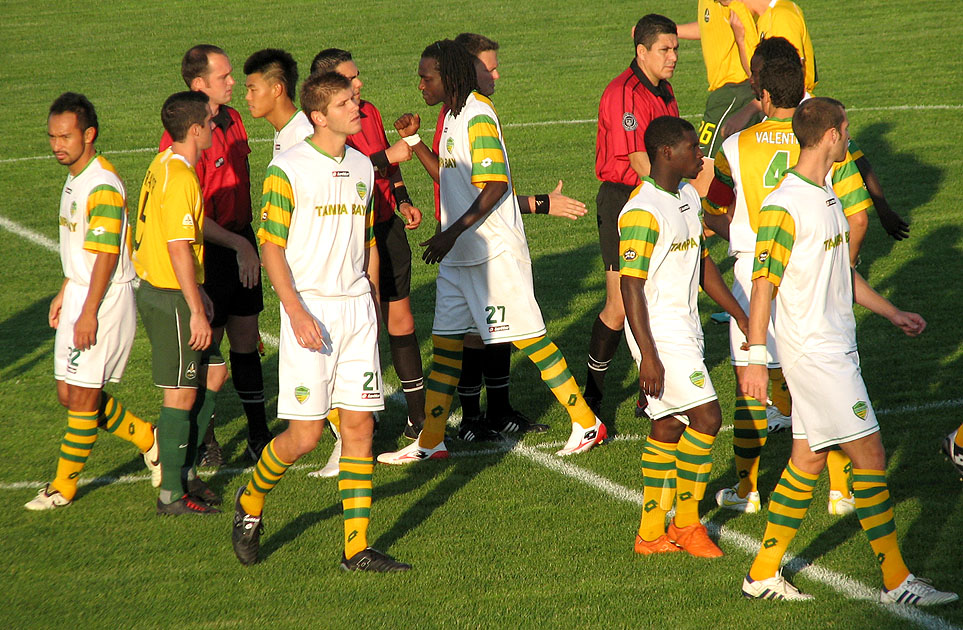
Tampa Bay Rowdies in 2010

Tampa Bay Rowdies was een Amerikaanse voetbalclub uit Tampa (Florida). De club werd opgericht in 1975 en opgeheven in 1993. De thuiswedstrijden werden gespeeld in het Tampa Stadium, dat plaats biedt aan 71.000 toeschouwers. De clubkleuren waren wit-zwart.
In de nieuw gevormde eerste divisie van de MLS speelt vanaf 2010 ook een Tampa Bay Rowdies

## Erelijst
- North American Soccer League

Winnaar (1): 1975
Runner up (2): 1978, 1979

## Bekende (oud-)spelers
- Sam Allardyce (1983)
- Eduardo Bonvallet (1983)
- Óscar Fabbiani (1979–1981)
- Manuel Rojas (1983–1984, 1988)
- Wim Suurbier (1986–1987)
- Jan van der Veen (1979–1981, 1983)